# 瑞米耶日
瑞米耶日（法語：Jumièges，法語發音：[ʒymjɛʒ]）是法国诺曼底大区滨海塞纳省的一个市镇，位于塞纳河畔，鲁昂以西21公里，属于鲁昂区。该镇拥有著名的瑞米耶日修道院废墟。其历史可追溯到1067年。

## 地理
瑞米耶日（49°26'2"N, 0°49'14"E）面积18.75 平方千米，位于法国诺曼底大区滨海塞纳省，该省份为法国北部沿海省份，其西部及北部濒大西洋英吉利海峡，东起顺时针与索姆省、瓦兹省、厄尔省和卡爾瓦多斯省接壤。
与瑞米耶日接壤的市镇（或旧市镇、城区）包括：塞纳河畔巴讷维尔、勒朗丹、迪克莱尔、延维尔。
瑞米耶日的时区为UTC+01:00、UTC+02:00（夏令时）。

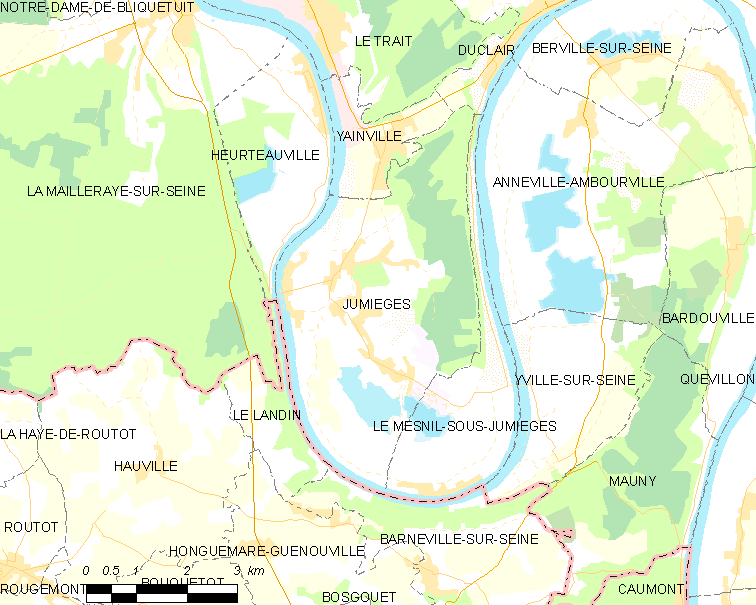
瑞米耶日的OSM定位图

## 行政
瑞米耶日的邮政编码为76480，INSEE市镇编码为76378。

## 政治
瑞米耶日所属的省级选区为巴朗坦县。

## 人口

1962-2008年间瑞米耶日人口变化图示

瑞米耶日于2022年1月1日时的人口数量为1743人。